# Parque Svanholm
El Parque Svanholm es un campo de críquet en Brøndby, Dinamarca. El espacio fue construido por la necesidad del club de críquet de Svanholm de abandonar su campo junto al estadio Brøndby debido a que el Brøndby IF necesitaba ampliar su estadio. El parque Svanholm fue construido por 1999 y contiene tres campos de críquet. Los campos se superponen entre sí, de modo que cuando el campo central está en uso, los campos alternos no pueden ser utilizados. El campo principal también  incluye un  pabellón y un espacio interior.